# Social- og Boligministeriet
Social- og Boligministeriet er et dansk ministerium, der har ansvaret for social- og boligpolitik.
Ministeriet er under sit nuværende navn oprettet efter 29. august 2024 som en del af en ministerrokade i Regeringen Mette Frederiksen II, hvor det fik fik Sophie Hæstorp Andersen som ny minister. Samtidig blev ældreområdet udskilt i sit eget ministerium, Ældreministeriet.
Ministeriet har rødder i et af de ældste ministerier, Indenrigsministeriet (oprettet 1848), og i Socialministeriet, som var udskilt fra Indenrigsministeriet mellem 1929 og 2007. I 2007 blev Socialministeriet nedlagt, og socialpolitikken blev sammen med blandt andet indenrigsområdet overført til Velfærdsministeriet, der i 2009 skiftede navn til Indenrigs- og Socialministeriet.
Ministeriet er med en samlet bevilling på finansloven på 202,9 milliarder kroner (2016) det økonomisk tungeste af alle ministerier.

## Historie

### Socialministeriet
I 1918-1920 ledede minister Thorvald Stauning Indenrigsministeriets kontor for arbejder- og sociale spørgsmål.
Det første officielle socialministerium blev oprettet 5. april 1920 med borgmester Jens Jensen (S) som socialminister. Det eksisterede dog kun en måned indtil 5. maj 1920, for med folketingsvalget efter påskekrisen i 1920 dannedes en ny regering – med Niels Neergaard (V) i spidsen – uden et socialministerium. Ved regeringsskiftet 23. april 1924 blev Ministeriet Neergaard III afløst af den første socialdemokratiske regering, Ministeriet Thorvald Stauning I. Det første reelle socialministerium var en kendsgerning med redaktøren for Social-Demokraten Frederik Borgbjerg som socialminister. Ministeriet Stauning I blev den 14. december 1926 afløst af Ministeriet Madsen-Mygdal (V), som ikke oprettede noget socialministerium, men i stedet et Ministerium for Sundhedsvæsenet. Efter valget i 1929 hvor Stauning igen kom til magten, blev ministeriet genoprettet 30. april 1929. Det har siden eksisteret som ministerium, men har dog adskillige gange været slået sammen med andre ministerier.
Arbejdsministeriet blev udskilt fra Socialministeriet, men ministerierne blev atter slået sammen i 1945-1947 og 1950-1953, og havde helt frem til 1980'erne adresse samme sted.

### Velfærdsministeriet og Indenrigs- og Socialministeriet
Velfærdsministeriet blev oprettet i 2007 ved at sammenlægge Socialministeriets ressortområde med områder fra Indenrigs- og Sundhedsministeriet, Ministeriet for Familie- og Forbrugeranliggender og Økonomi- og Erhvervsministeriet. Ministeriet blev oprettet ved regeringsdannelsen efter folketingsvalget 2007. I forbindelse med Regeringen Lars Løkke Rasmussen I tiltræden skiftede ministeriet 7. april 2009 navn fra det oprindelige Velfærdsministeriet til Indenrigs- og Socialministeriet. Mindre end et år efter ophørte ministeriet med at eksistere idet det ved regeringsrokaden 23. februar 2010 erstattedes af det genoprettede Socialministerium og Indenrigs- og Sundhedsministerium.
Ministeriet havde ansvaret for hele socialområdet, herunder Rådet for Socialt Udsatte, Frivilligrådet, Ankestyrelsen, Servicestyrelsen, SFI - Det Nationale Forskningscenter for Velfærd og tidligere også Sikringsstyrelsen. Derudover overtog ministeriet opgaver vedrørende indenrigsforhold, herunder CPR-administrationen, Det Kommunale og Regionale Evalueringsinstitut samt statsforvaltningerne fra Indenrigs- og Sundhedsministeriet. Fra Ministeriet for Familie- og Forbrugeranliggender overtog Velfærdsministeriet sager om børne-, ungdoms- og familiepolitik, og fra Økonomi- og Erhvervsministeriet tilførtes ansvaret for koordinering af handicapområdet.
Samtidig med navneskiftet 7. april 2009 blev forskellige områder der tidligere hørte under ministeriet overført til Beskæftigelsesministeriet. Det gjaldt Afdelingen for ligestilling, Ydelseskontoret og Sikringsstyrelsen.
Som Velfærdsministeriet var ministeriet det tungeste ministerium med udgifter for 242 mia. kr. på Finansloven.
Indenrigs- og Socialministeriet kontorer var ligesom det nuværende ministerium placeret på Holmens Kanal.

### Seneste omdannelser
Socialministeriet blev genoprettet som et selvstændigt ministerium i 2010 ved udskillelse fra Indenrigs- og Socialministeriet. I 2011 skiftede det navn til Social- og Integrationsministeriet der blev indlemmet sagsforhold fra Ministeriet for Flygtninge, Indvandrere og Integration, der blev nedlagt. Endvidere fik ministeriet mindre sagsområder fra bl.a. Justitsministeriet.
I 2012 blev Nina Eg Hansen direktør i ministeriet.
I 2013 skiftede ministeriet navn til Social-, Børne- og Integrationsministeriet. I forbindelse med navneskiftet i 2013 overførtes ressortansvaret for dagtilbud til børn i førskolealderen (0-6 år) fra det tidligere Børne- og Undervisningsministeriet, nu Undervisningsministeriet, samt sager vedrørende socialøkonomiske virksomheder fra Erhvervs- og Vækstministeriet til Social-, Børne- og Integrationsministeriet.
Et nyt navneskift fulgte i 2014, denne gang til Ministeriet for Børn, Ligestilling, Integration og Sociale forhold, idet ministeriet samtidig overtog afdelingen for ligestilling fra det hidtidige Ministeriet for Ligestilling og Kirke.
Den 28. juni 2015 blev ministeriet omdannet til Social- og Indenrigsministeriet og der blev flyttet opgaver til Udlændinge-, Integrations- og Boligministeriet og Sundheds- og Ældreministeriet mens ministeriet overtog opgaver fra det daværende Økonomi- og Indenrigsministeriet.
Efter en kongelig resolution 21. januar 2021 overførtes indenrigsområdet til det nyoprettede Indenrigs- og Boligministerium og ældreområdet blev overført fra Sundheds- og Ældreministeriet, hvorefter ministeriets navn blev ændret fra Social- og Indenrigsministeriet til Social- og Ældreministeriet.
Efter regeringsdannelsen i 2022 blev ministeriet navngivet Social-, Bolig- og Ældreministeriet og fik to ministre, social- og boligminister Pernille Rosenkrantz-Theil og ældreminister Mette Kierkgaard. Det blev som led i en ministerrokade 29. august 2024 i Regeringen Mette Frederiksen II opdelt i Social- og Boligministeriet samt Ældreministeriet uden øvrige ændringer i ressortområderne.

## Styrelser, råd, nævn og selvejende institutioner
- Ankestyrelsen
- Familieretshuset
- Social- og Boligstyrelsen
- Rådet for Socialt Udsatte
- Frivilligrådet
- Børnerådet
- Psykolognævnet
- Rådet for Etniske Minoriteter

### Selvejende institutioner
- Center for Frivilligt Socialt Arbejde
- Center for Ligebehandling af Handicappede
- Center for Selvmordsforskning
- Center for Små Handicapgrupper
- Dansk Videnscenter for Ordblindhed
- Dansk Videnscenter for Stammen
- Den Uvildige Konsulentordning på Handicapområdet
- Døvefilm Video
- Hjælpemiddelinstituttet
- Kofoeds Skole
- Livslinjen
- Møltrup Optagelseshjem
- Videnscenter for Bevægelseshandicap
- Videnscenter for Hjerneskade
- Videnscenter for Hørehandicap
- Videnscenter for Socialpsykiatri
- Videnscenter for Synshandicap
- Videnscenter om Epilepsi